# S-Bahn RheinNeckar
Az S-Bahn RheinNeckar egy S-Bahn hálózat Baden-Württemberg, Rajna-vidék-Pfalz, Saar-vidék és Hessen tartományokban, amely olyan nagyvárosokat szolgál ki, mint Karlsruhe, Mannheim, Heidelberg és Ludwigshafen. A hálózat 7 vonalból áll, teljes hossza 370 km, melyen 96 állomás található. A hálózaton DB 425 sorozatú motorvonatok közlekednek,  munkanapokon kb. 75 000 utast szállítva el. A szerelvények általában 20 percenként járnak. Az első vonal 2003. december 14-én nyílt meg.

## Vonalak
| Vonalszám | Útvonal | Hossz           | Állomások | Vasútvonal                                                               |
| --------- | --- | --------------- | --------- | ------------------------------------------------------------------------ |
| S 1       | Homburg (Saar) – Osterburken Homburg (Saar) – Kaiserslautern – Neustadt (Weinstraße) – Schifferstadt – Ludwigshafen (Rhein) – Mannheim – Heidelberg – Neckargemünd – Eberbach – Mosbach (Baden) – Osterburken | 202 km          | 54        | Mannheim–Saarbrücken, Rheintalbahn, Neckartalbahn, Neckarelz–Osterburken |
| S 2       | Kaiserslautern – Eberbach (– Mosbach (Baden)) Kaiserslautern – Neustadt (Weinstraße) – Schifferstadt – Ludwigshafen (Rhein) – Mannheim – Heidelberg – Neckargemünd – Eberbach (– Mosbach (Baden))             | 110 km (133 km) | 32 (39)   | Mannheim–Saarbrücken, Rheintalbahn, Neckartalbahn, Neckarelz–Osterburken |
| S 3       | Germersheim – Karlsruhe Germersheim – Speyer – Schifferstadt – Ludwigshafen (Rhein) – Mannheim – Heidelberg – Wiesloch-Walldorf – Bruchsal – Karlsruhe                                                        | 104 km          | 25        | Wörth–Schifferstadt, Mannheim–Saarbrücken, Rheintalbahn                  |
| S 33      | Bruchsal – Germersheim Bruchsal – Graben-Neudorf – Philippsburg (Baden) – Germersheim | 32 km           | 11        | Bruhrainbahn                                                             |
| S 4       | Germersheim – Bruchsal Germersheim – Speyer – Schifferstadt – Ludwigshafen (Rhein) – Mannheim – Heidelberg – Wiesloch-Walldorf – Bruchsal                                                                     | 83 km           | 27        | Wörth–Schifferstadt, Mannheim–Saarbrücken, Rheintalbahn                  |
| S 5       | Heidelberg – Eppingen Heidelberg – Neckargemünd – Meckesheim – Sinsheim (Elsenz) – Eppingen | 43 km           | 19        | Neckartalbahn, Elsenztalbahn, Steinsfurt–Eppingen                        |
| S 51      | (Heidelberg –) Meckesheim – Aglasterhausen (Heidelberg – Neckargemünd –) Meckesheim – Waibstadt – Aglasterhausen                                                                                              | 19 km (39 km)   | 7 (14/16) | (Neckartalbahn, Elsenztalbahn,) Schwarzbachtalbahn (Baden)               |

## Járművek
Jelenlegi járművek:
- DB 425 sorozat

Érdekesség, hogy az S-Bahn RheinNeckar azon kevés S-Bahn hálózatok egyike, ahol a szerelvényeken van első osztály is.

## Képgaléria

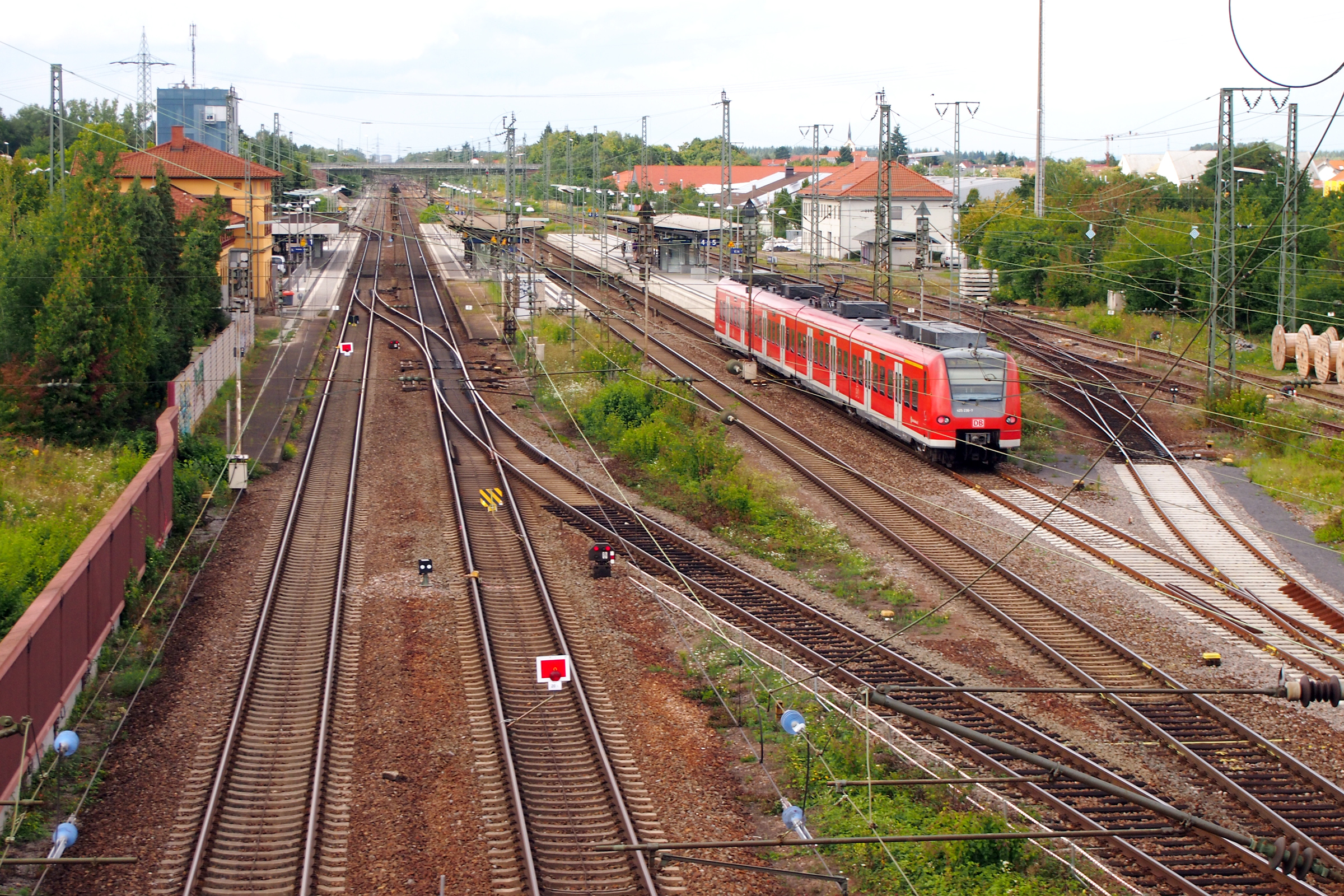
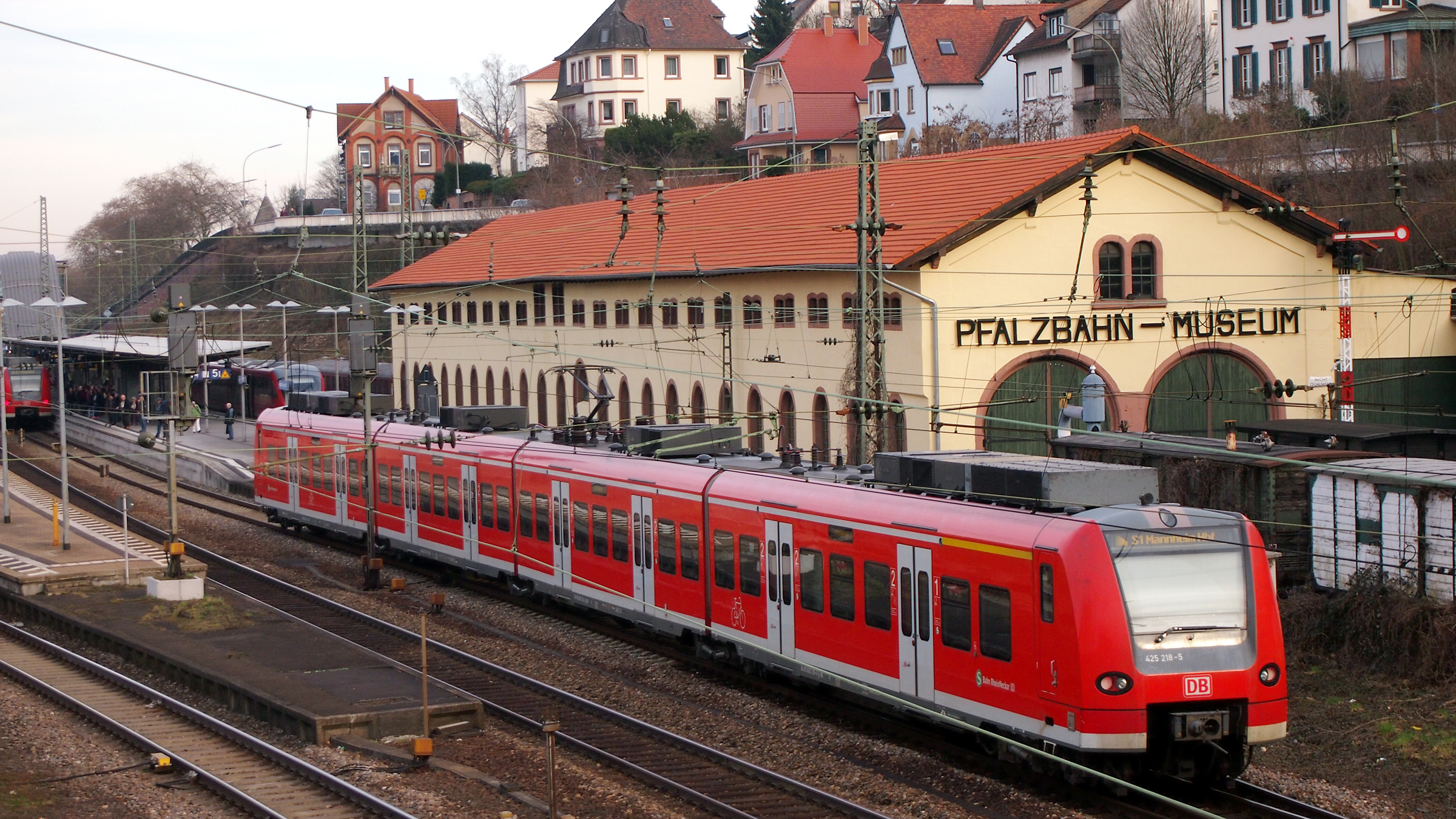
Neustadt (Weinstraße) Hauptbahnhof
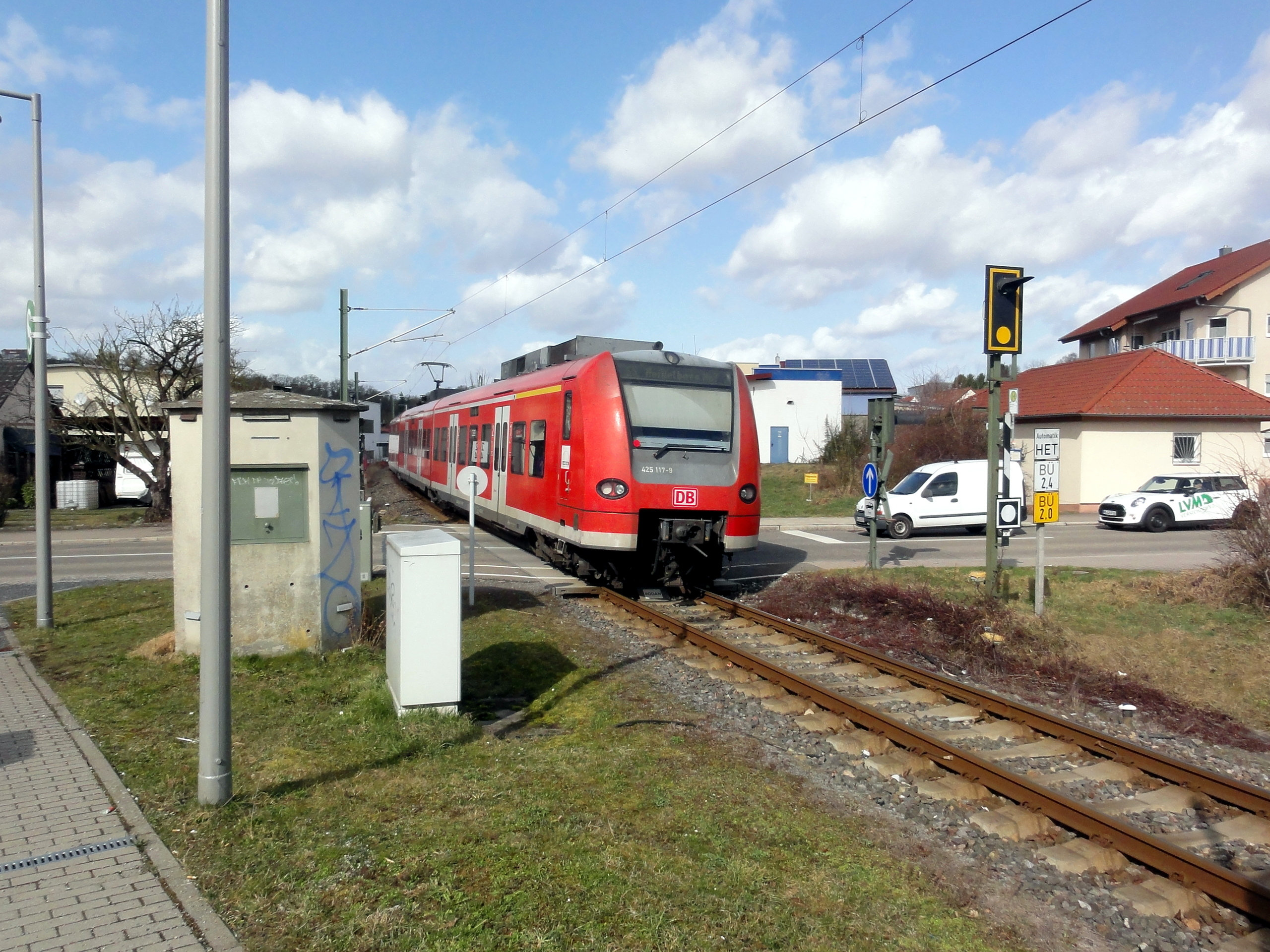
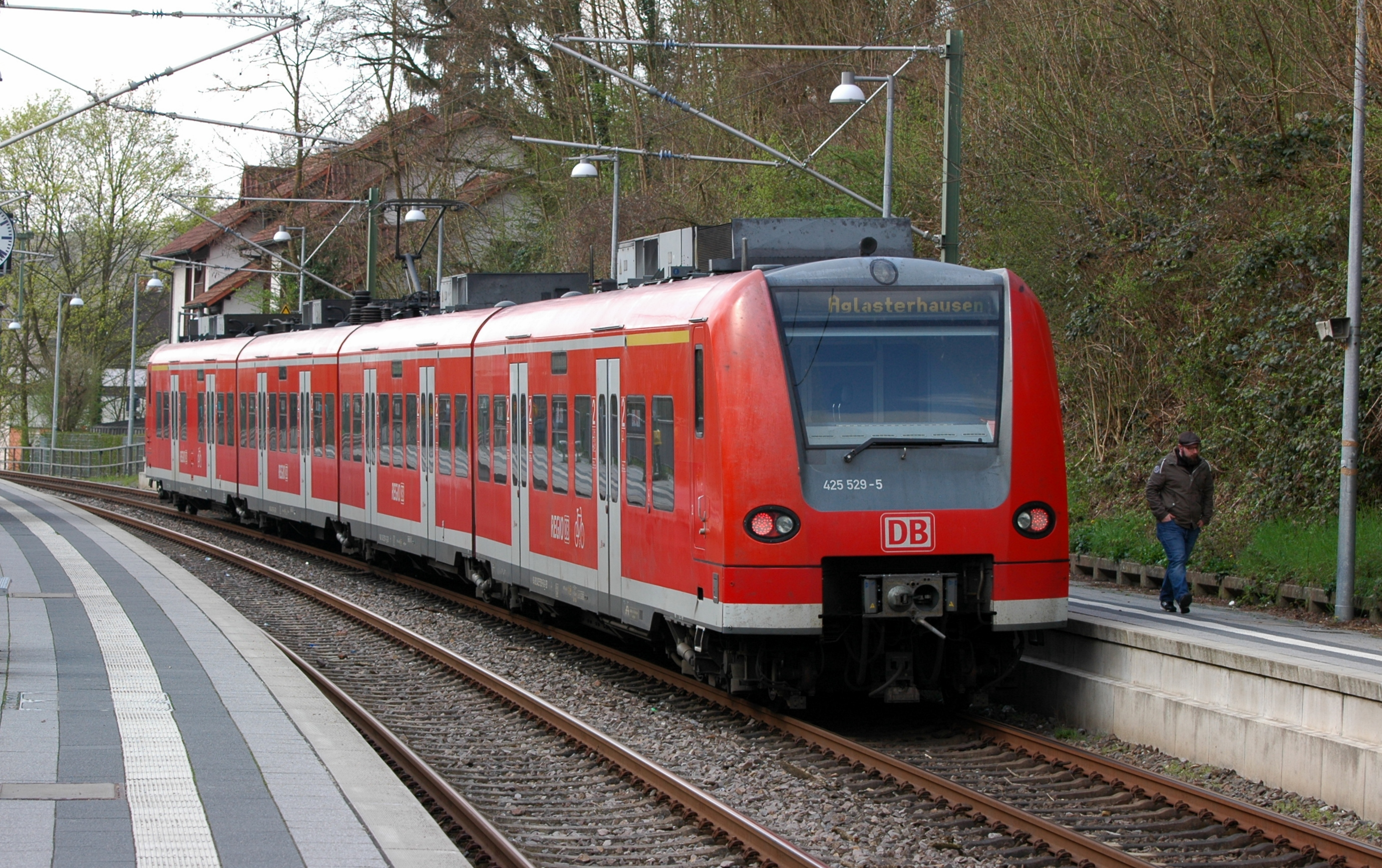
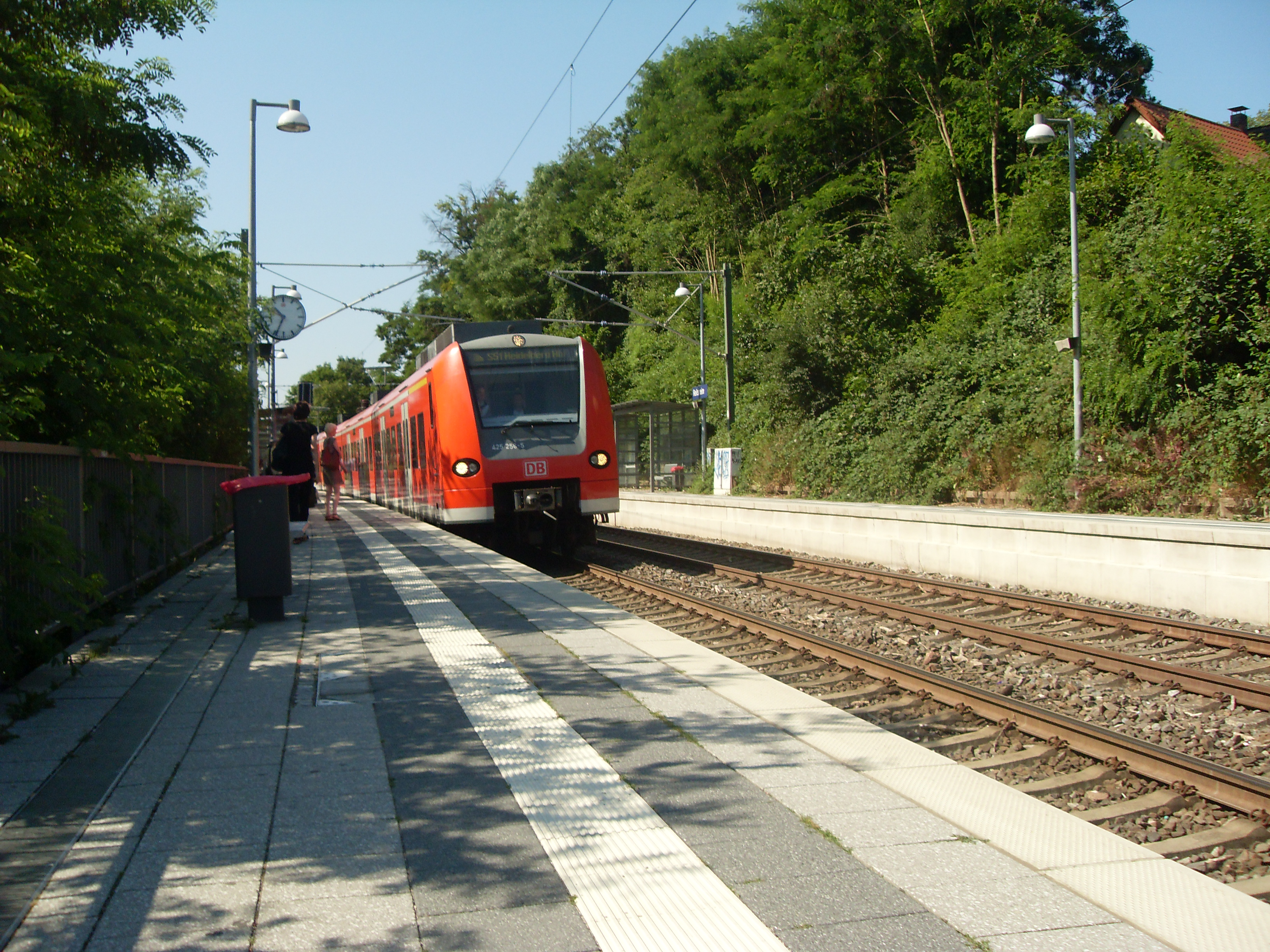
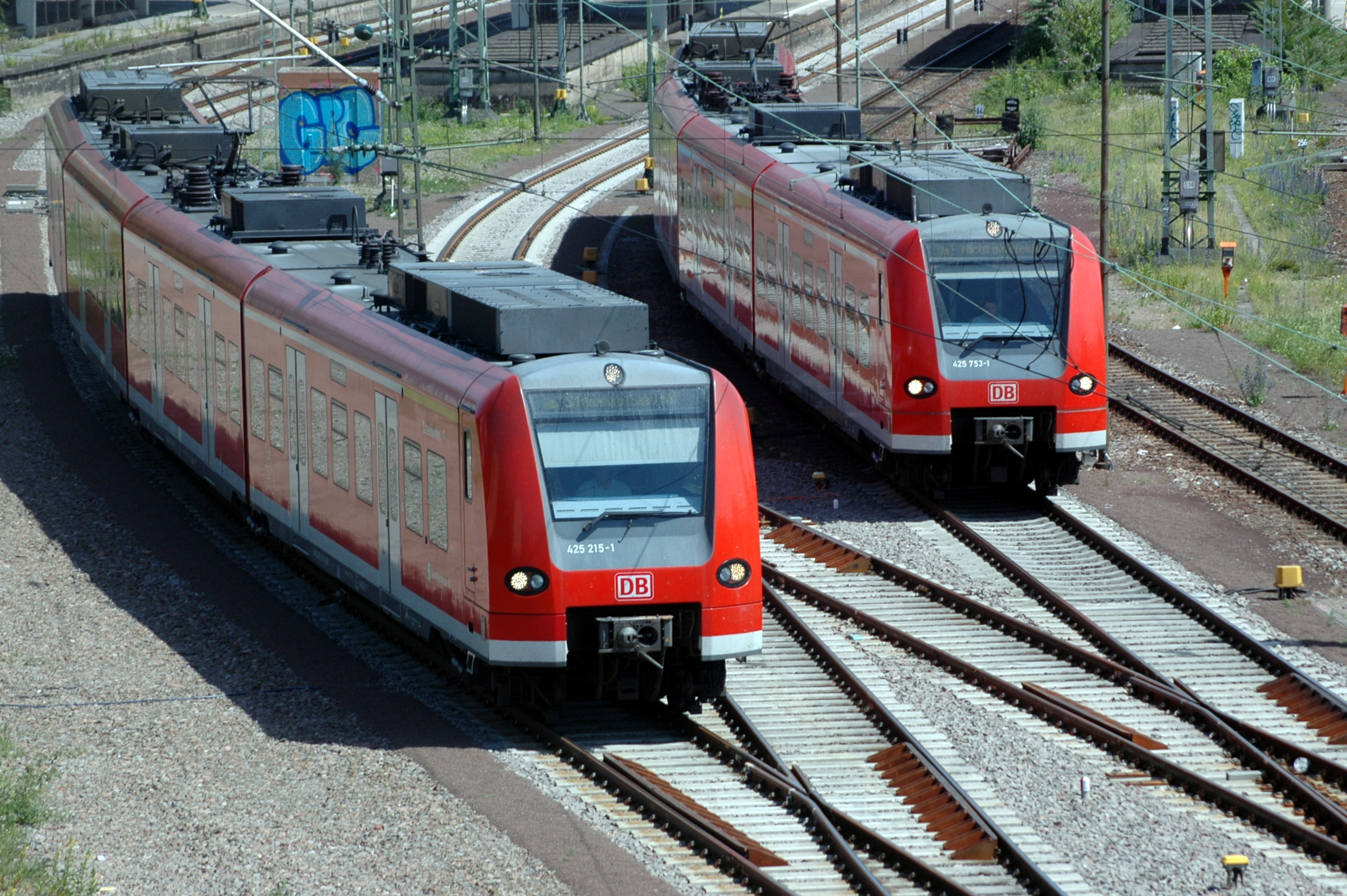
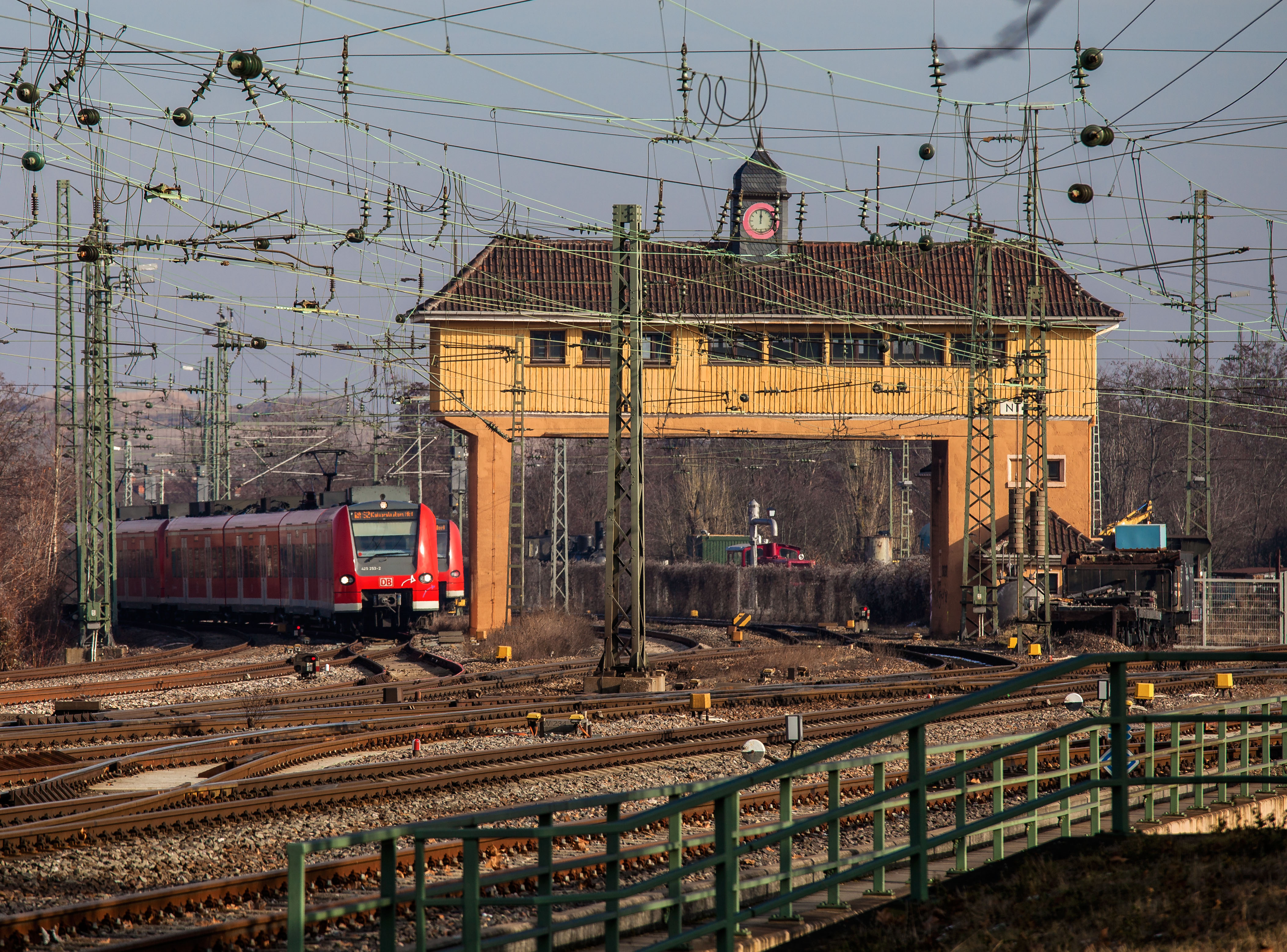
Neustadt an der Weinstraße
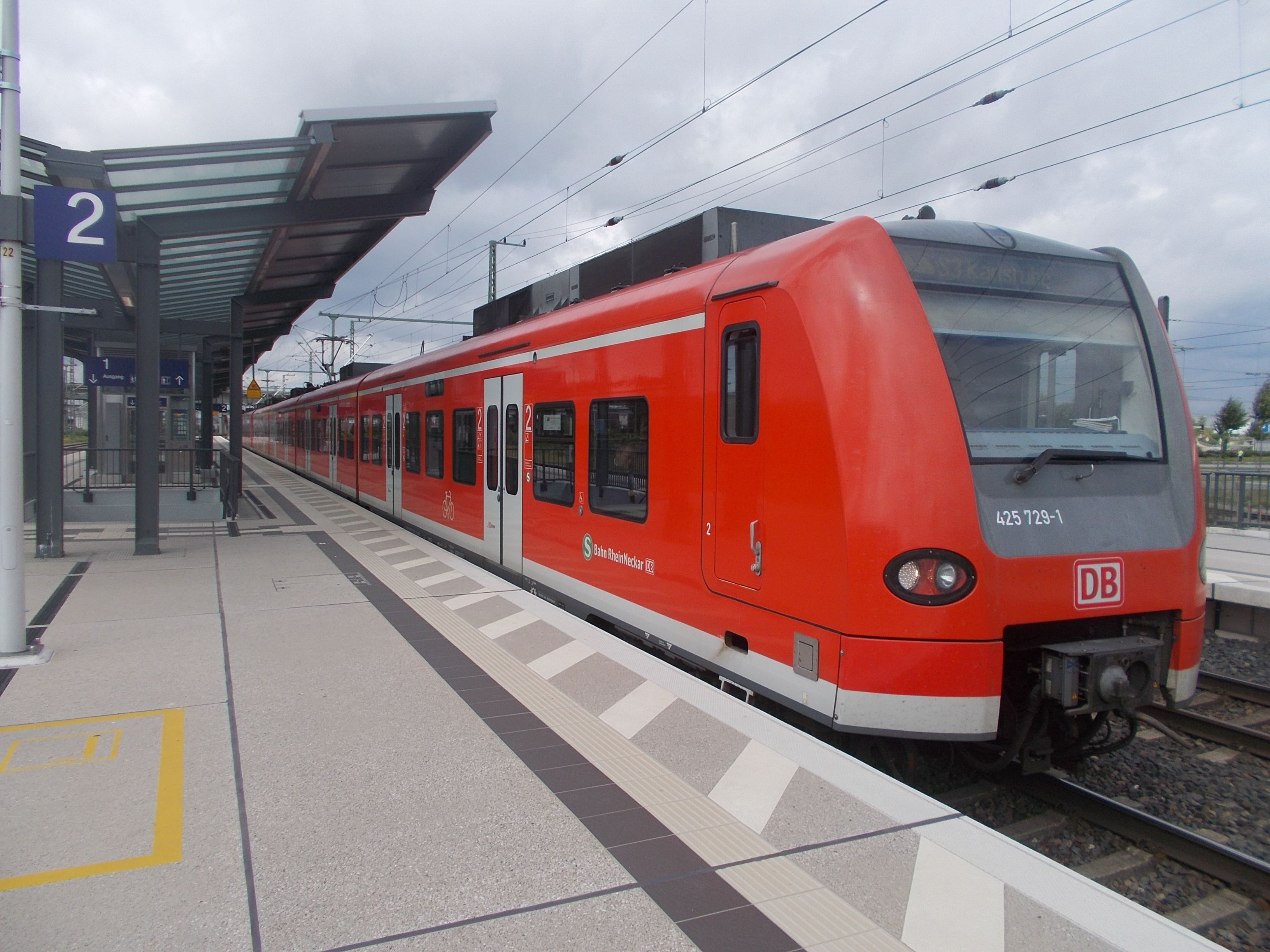
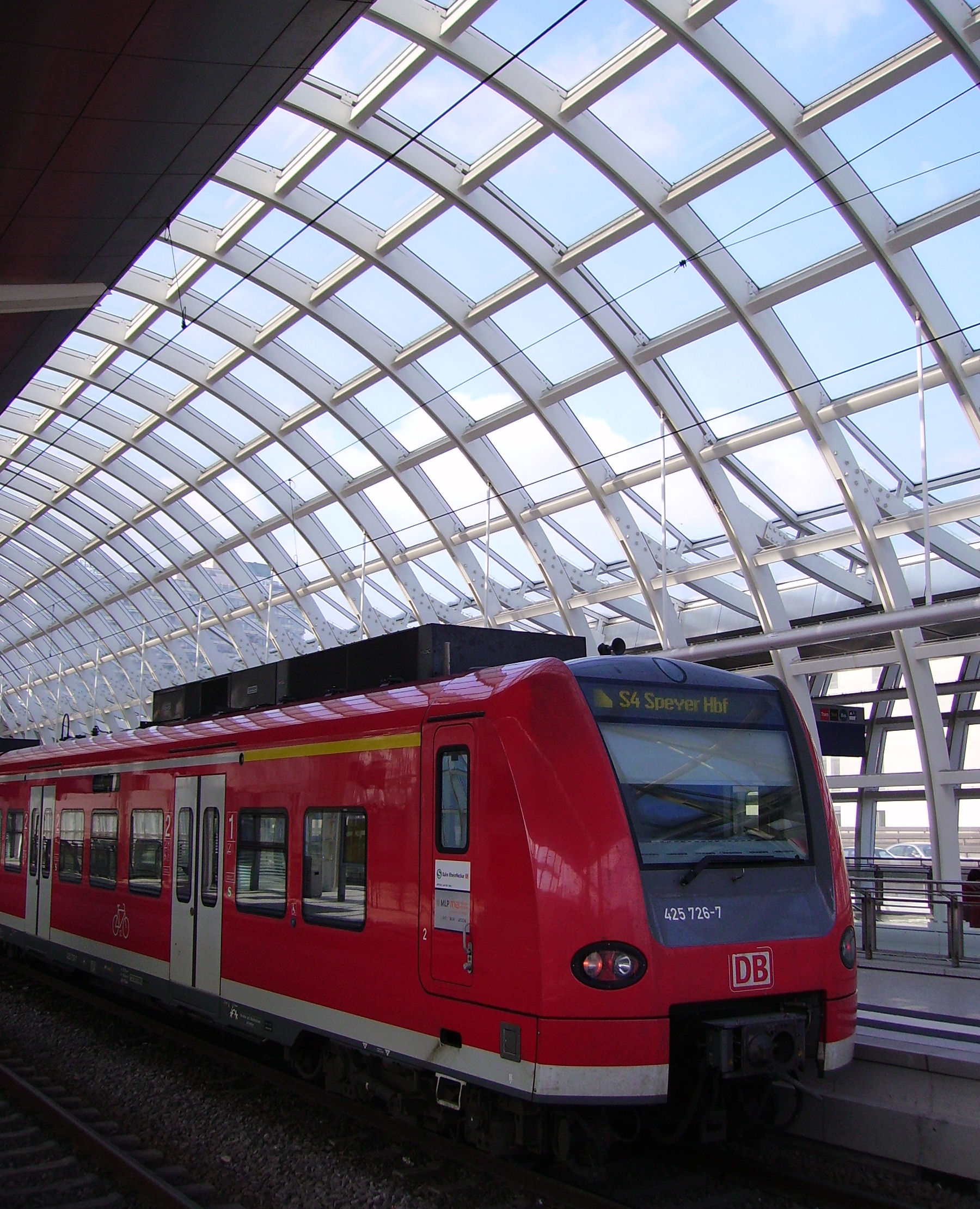
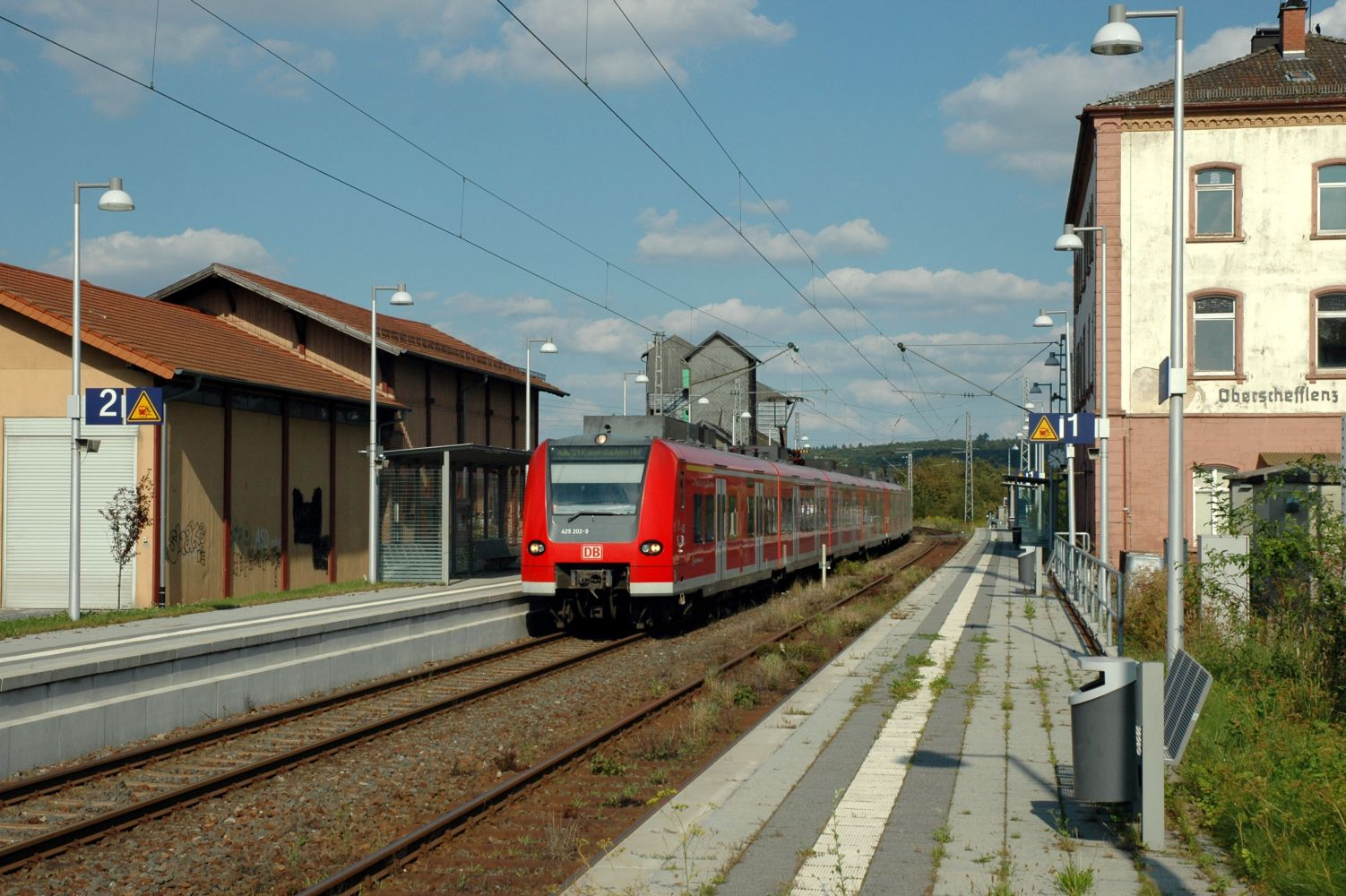
Oberschefflenz Bahnhof
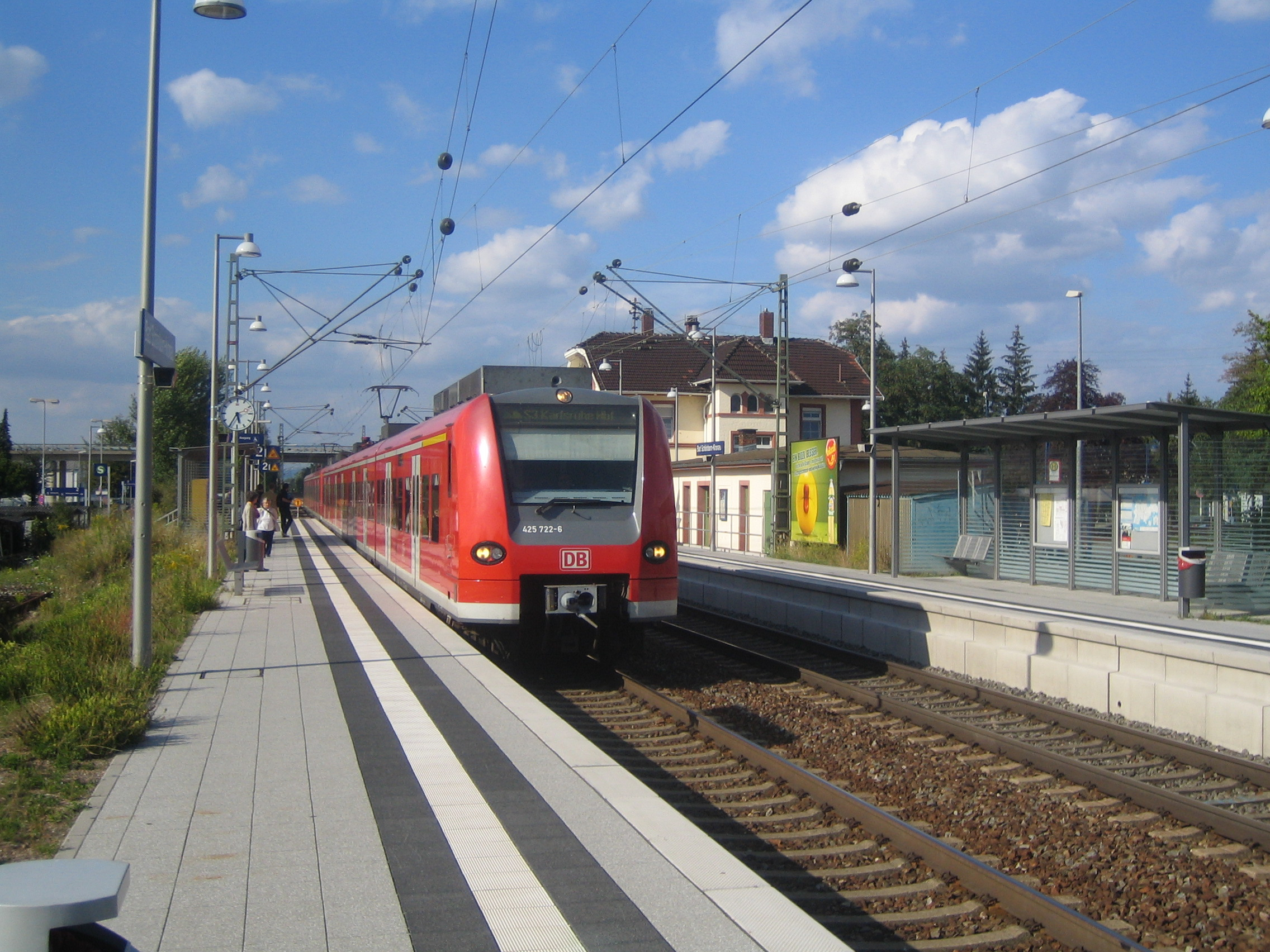